# Maison de Châtillon
Pour les articles homonymes, voir Châtillon.
 (12 août 2025).
La Maison de Châtillon est une grande famille noble du Moyen Âge, originaire de Champagne (Châtillon-sur-Marne), et dont les nombreuses branches se sont développées dès le XIIe siècle sur tout le nord du royaume de France.
Ses membres ont possédé de vastes domaines et se sont alliés à plusieurs maisons souveraines.
Elle s'éteignit avec Gaucher Louis de Châtillon (1737-1762 ; 2e duc de Châtillon, à Mauléon), dont les deux filles se marièrent dans les maisons de Crussol et de La Trémoille.

## Origine
La maison de Châtillon tirait son nom d'un comté champenois dont Châtillon-sur-Marne (Marne) était le chef-lieu,,,,.

## Branches
La maison de Châtillon a formé plusieurs branches[réf. nécessaire] :
- Branche aînée, seigneurs de Châtillon-sur-Marne, puis comtes de Saint-Pol à partir de 1205
  - branche des comtes de Saint-Pol, puis des comtes de Nevers, Auxerre et Tonnerre (éteinte au milieu du XIIIe siècle)
  - branche des comtes de Saint-Pol et de Blois, seigneurs de Châtillon jusqu'à la fin du XIIIe siècle
    - première branche des comtes de Blois (éteinte en 1292)
    - deuxième branche des comtes de Saint-Pol et de Blois (éteinte en 1397)
      - rameau naturel de Blois-Trélon
      - branche des comtes de Penthièvre (éteinte à la fin du XVe siècle)
        - rameau des vicomtes de Limoges (éteint à la fin du XVe siècle)

      - troisième branche des comtes de Saint-Pol (éteinte en 1378)
      - rameau des seigneurs de Leuze et de Condé (éteint à la fin du XIVe siècle)
        - rameau des seigneurs de Blais (éteint au milieu du XVe siècle)

    - deuxième branche des seigneurs de Châtillon, puis comtes de Porcien et de Dammartin (éteinte au début du XVe siècle)
      - branche des seigneurs de Dampierre (éteinte à la fin du XVe siècle)
      - branche des seigneurs de La Ferté-en-Ponthieu (-lès-Saint-Riquier) et de Châtillon, puis des ducs de Châtillon
        - rameau des seigneurs de Châtillon-sur-Marne (éteint en 1519)
        - rameau des comtes, marquis puis ducs de Châtillon à Mauléon (éteint en 1762/1840)
        - rameau des seigneurs de Marigny (éteint en 1683)
        - rameau des seigneurs de Gandelu (éteint en 1393)
        - rameau des seigneurs de Dours (éteint à la fin du XVe siècle)
        - rameau des seigneurs de Souain (éteint au milieu du XVe siècle)
        - rameau des seigneurs de Bonneuil (éteinte au milieu du XVe siècle)

      - branche des seigneurs de Rozoy, puis vidames de Laon (éteinte en 1427)
      - branche des seigneurs de Fère-en-Tardenois, vicomtes de Bligny (éteinte au début du XVe siècle)

  - branche cadette des seigneurs de Nanteuil-la-Fosse et d'Autrêches, depuis la seconde moitié du XIIe siècle.

## Branche aînée
La filiation suivie commence avec Guy Ier de Châtillon († après 1076/1089), seigneur de Châtillon-sur-Marne, peut-être lié aux personnages cités plus haut et fils de Milon de Châtillon et d'Avenelle de Montfort(mais ne reviennent pas dans sa descendance les prénoms des précédents, pas même celui du plus prestigieux d'entre eux, Eudes/pape Urbain II). Il épouse Ermengarde de Choisy (-au-Bac), dans l'Oise, près de Compiègne (elle semble parente des premiers Coucy : sans doute la sœur d'Aubri, sire de Coucy ; peut-être issus des comtes de Beaumont-sur-Oise), dont :
- Gaucher Ier de Châtillon († 1101 en Palestine), fils de Guy Ier et d'Ermengarde, seigneur de Châtillon, vassal d’Étienne-Henri, comte de Blois et de Champagne. Peut-être mari de Mahaut de Louvain (petite-fille du comte Lambert Ier le Barbu et de Gerberge fille du carolingien Charles de Lorraine), dont :
  - Henri Ier de Châtillon († vers 1130), fils de Gaucher Ier, époux d'Ermengarde de Montjay († vers 1139), fille d'Aubri de Montjay. Il existe aussi une thèse inverse avec Ermengarde de Châtillon, fille ou sœur de Gaucher Ier et femme d'Henri Ier de Montjay, fils d'Aubri Payen de Montjay-la-Tour, à Villevaudé (Seine-et-Marne). En tout cas, de l'union entre Henri et Ermengarde vient la succession des sires de Châtillon-sur-Marne. Dont :
    - Gaucher II de Châtillon († 1148 à Laodicée), fils d'Ermengarde et d'Henri, croisé, sire de Châtillon et de Montjay, mari av. 1134 d'Ade/Alix, dont l'origine est discutée : une Roucy, fille du comte Hugues Cholet comte de Roucy et peut-être d'Aveline de Pierrefonds et d'Autrêches ? ; ou bien plutôt une fille de Dreux de Pierrefonds et d'Autrêches — un frère ou un neveu d'Aveline — et de Béatrix de Montlhéry, cette dernière fille de Guy et sœur d'Hugues, étant dame de Crécy, la Chapelle-en-Brie, Crèvecœur-en-Brie, ce qui expliquerait l'arrivée de ces fiefs briards chez les Châtillon : en effet, Gaucher II en devient alors le seigneur[8]. Dont :
      - Guy II de Châtillon († 1170), marié vers 1162 avec Alix de Dreux, petite-fille de Louis VI, fille du comte Robert Ier de Dreux et d'Harvise (Havoise) de Salisbury, dont :
        - Guy III de Châtillon († 1191 à Acre), croisé ;
        - Gaucher III de Châtillon, auteur des comtes de St-Pol, qui suivent ;
        - Robert de Châtillon, évêque de Laon en 1210-1215 ;
        - Adèle († après 1216), femme de Guillaume V de Garlande, d'où succession ;
        - Marie († après 1242), épouse 1° Renaud comte de Dammartin, 2° Robert de Vieuxpont, sire de Courville (d'où succession) et 3° Jean III, comte de Vendôme.

      - Gaucher (Ier de Nanteuil) († vers 1190), époux d'Helvide de Nanteuil, d'où la branche des seigneurs de Nanteuil-la-Fosse et d'Autrêches (dont sans doute l'évêque Milon de Beauvais, leur probable fils puîné)[9].

    - Gervais († après 1159) ;
- Guermond Ier († vers 1117), possessionné en Tardenois, probablement grâce à l'héritage maternel, Rumigny/Romigny dépendant de l'abbaye royale Ste-Marie/St-Corneille de Compiègne : d'où les sires de Savigny (-sur-Ardres ?, plutôt que Sévigny ou Sévigny), avoués de Rumigny (plutôt que Rumigny) au XIIe siècle (dont Guermond II et Guermond III ; voir aussi l'article Alain de Roucy) ;
- Jacques ;
- Pierre, archidiacre de Soissons.

## Châtillon-Saint-Pol: comtes de Saint-Pol (1205-1378); comtes de Blois (1rebranche, 1230-1292)
- Gaucher III de Châtillon, et Ier de St-Pol (vers 1162-1219), frère cadet de Guy III, fils de Guy II et Alix de Dreux ; comte de Saint-Pol, seigneur d'Encre et de Lucheux par son mariage avec Dame Élisabeth/Isabeau comtesse de Saint-Pol (1197) fille et héritière de Hugues IV de Campdavaine ; seigneur de Châtillon et de Clichy, Grand Bouteiller de France et de Champagne, sénéchal de Bourgogne. Il accompagna le roi Philippe-Auguste en Terre sainte et se distingua au siège de Saint-Jean d'Acre et à la bataille de Bouvines[10] ; parents de Guy (IV-II) et Hugues (Ier-V) :
- Guy IV de Châtillon, et II de Saint-Pol († 1226), fils aîné des précédents ; comte de Saint-Pol et comte héritier de Nevers, de Tonnerre et d'Auxerre par son mariage avec Agnès II, héritière de Nevers, dame de Donzy et St-Aignan, fille d'Hervé IV de Donzy et Mathilde de Courtenay (comtesse de Nevers, Auxerre et Tonnerre, † 1257). De cette union naquirent :
  - Gaucher Ier de (Châtillon)-Nevers († 1250), comte héritier de Nevers, Auxerre et Tonnerre, sire de Montjay, Donzy, St-Aignan, marié à Jeanne de France, comtesse de Clermont-en-Beauvaisis et de Boulogne, fille de Philippe Hurepel et petite-fille de Philippe-Auguste. Sans postérité ;
  - Yolande de Châtillon († 1254), sa sœur, comtesse héritière de Nevers, Auxerre et Tonnerre, dame de Donzy, Saint-Aignan et Montjay, mariée à Archambaud IX de Bourbon : d'où la succession de ces fiefs en 1257 (le roi Henri IV descend plusieurs fois de cette union) ;
- Hugues Ier de Châtillon, V de St-Pol, Ier de Blois (fin du XIIe siècle - 9 avril 1248 à Avignon), fils de Gaucher III-Ier et frère cadet de Guy IV-II de Saint-Pol ; comte de Saint-Pol, puis comte de Blois par son mariage, seigneur d'Encre. Épousa d'abord Agnès, fille de Thiébaut Ier comte de Bar, puis en secondes noces Marie d'Avesnes de Blois (†1241), comtesse de Blois et de Dunois et dame de Château-Renault par sa mère la comtesse Marguerite († 1230, fille de Thibaut V de Blois, petite-fille de Louis VII, nièce de Philippe Auguste) ; en tant qu'héritière de son père Gautier II d'Avesnes, elle est dame d'Avesnes, Leuze, Guise, Condé, Bohain (1236), Trélon, Landrecies, Le Nouvion etc. ; De cette union :
  - Jean Ier de Châtillon-Blois († 29 juin 1279/1280), comte de Blois et de Dunois (1241) et de Chartres (1248) (première branche des Châtillon-Blois, comtes de Blois et de Dunois jusqu'en 1292, comtes de Chartres jusqu'en 1286 : Chartres passe alors aux Valois – le comte Charles père du roi Philippe VI, et ses descendants Alençon), seigneur de Châtillon, d'Avesnes, Leuze, Condé-(château), Landrecies, Guise, du Nouvion-en-Thiérache, Bohain (vers 1268-jusqu'à 1289 : sa fille Jeanne cède alors Bohain à son cousin germain Hugues VI-II), marié en 1254 à Alix de Bretagne fille du duc Jean Ier. De cette union est née :
    - Jeanne de (Châtillon)-Blois († 1292), comtesse de Blois, Chartres et Dunois, dame des fiefs d'Avesnes dont Guise (sauf Leuze et Condé que Jean Ier a cédés vers 1277-1279 à son frère Guy V-III), fille du précédent, mariée en 1272 à Pierre de France († 1283), fils du roi St Louis, comte d'Alençon et de Valois, sans postérité survivante : son cousin germain Hugues (de Châtillon)-VI comte de St-Pol et II comte de Blois hérite d'elle en 1292, voir ci-dessous ;

  - Guy V de Châtillon, et III de Saint-Pol († 12 mars 1289), fils cadet d'Hugues (Ier-V) et Marie de Blois, frère cadet de Jean Ier de Blois, comte de Saint-Pol, seigneur de Châtillon, d'Encre et de Bohain en 1248 (mais on retrouve Bohain en 1268 aux mains de son frère Jean Ier comte de Blois, qui en revanche cède Leuze et Condé à Guy V-III vers 1277-79), marié à Mathilde de Brabant (1224-1288), veuve de Robert Ier d'Artois (d'où postérité), fille du duc Henri II et de Marie de Souabe petite-fille de l'empereur Frédéric Barberousse. Leurs fils Hugues (VI-II) et Guy (IV) ci-dessous héritent des fiefs de Guy V, plus ceux de son frère aîné Jean Ier de Blois...
  - Hugues II de Châtillon († 1255), frère des précédents, seigneur de Châtillon ;
  - Gaucher IV de Châtillon († 1261), frère des précédents, marié avec Isabeau de Villehardouin de Lézinnes ; parents : - du connétable Gaucher V de Châtillon, comte de Porcien, qui suivra : d'où la suite des seigneurs de Châtillon et des comtes de Porcien, vus plus bas ; et de - Marie de Châtillon, femme de Miles VIII de Noyers, d'où la succession de Noyers ;

Désormais, la numérotation des seigneurs de Châtillon ne concerne plus que cette dernière branche, qu'on retrouvera plus loin, c'est pourquoi le nom de Châtillon apparaît désormais entre parenthèses : il n'indique plus que le patronyme, l'origine familiale, et non plus une seigneurie effective.
- De l'union entre Guy V-III et Mathilde de Brabant viennent trois fils qui assurent la suite des Châtillon, comtes de Saint-Pol (issus du fils cadet de Guy V-III et Mathilde de Brabant, Guy IV ci-dessous) ; des Châtillon, comtes de Blois (2e branche, de 1292 à 1397, vue plus loin ; ces comtes sont issus du fils aîné de Guy V-III et Mathilde, Hugues VI-II) ; et des Châtillon, seigneurs de Leuze et Condé-sur-l'Escaut (issus du fils benjamin de Guy V-III, Jacques) :
- Hugues (de Châtillon) VI de Saint-Pol, et II de Blois, fils aîné, d'abord comte de St-Pol en 1289, puis comte de Blois en 1292 en héritage de sa cousine germaine la comtesse Jeanne ci-dessus. Il cède alors le comté de St-Pol à son frère cadet Guy IV ci-après. On le retrouvera comme auteur de la deuxième branche des Châtillon-Blois ci-dessous ;
- Guy IV de (Châtillon)-Saint-Pol (1254 † 1317), frère cadet du précédent, comte de Saint-Pol en 1292 par cession de son frère aîné Hugues (VI-II) comte de Saint-Pol puis de Blois, il reçoit aussi des fiefs de la Maison d'Avesnes : Bohain dès 1292, plus Leuze et Condé-château en 1289 (qui passeront vers 1295/1296 à leur frère cadet Jacques ci-après). Sire d'Encre, et de Doullens par don de Louis X en 1316 jusqu'à la reprise par Charles V en 1366, Grand-bouteiller de France, il épouse en 1292 Marie de Bretagne (1268 † 1339), fille du duc Jean II et de Béatrice d'Angleterre fille d'Henri III, d'où :
- Jacques (Ier) († 1302), seigneur de Leuze et Condé-château, frère puîné, reçoit en 1295/1296 des fiefs d'Avesnes : Leuze et Condé-seigneurie du château ; époux de Catherine de Condé-seigneurie du propriétaire (fille de Nicolas II de Condé et Catherine de Cayeux), dame d'Aubigny-en-Artois, Bucquoy, Duisant, Carency (Les St-Pol avaient aussi des droits sur Aubigny et Bucquoy depuis Hugues III de Campdavaine, arrière-grand-père de la comtesse Elisabeth femme de Gaucher III-Ier ; le double mariage de la comtesse Mathilde de Brabant, femme de Robert Ier d'Artois puis de Guy V-III, ainsi que la familiarité des St-Pol avec les rois Capétiens, ont pu renforcer un certain contrôle des St-Pol sur des fiefs artésiens) ;
  - par le mariage de Jeanne – petite-fille de Jacques de Leuze et Catherine de Condé en tant que fille de leur fils aîné Hugues – avec le connétable Jacques de Bourbon, ces fiefs passent aux Bourbon-La Marche, souche des Bourbon-Vendôme (dont Henri IV descend, comme tous les souverains britanniques depuis Marie Stuart et son fils Jacques), et des Bourbon-Vendôme-La Roche sur Yon-Montpensier ;
  - Jacques de Leuze et Catherine de Condé eurent un fils cadet, frère d'Hugues : Guy, sire de Blais, mari de Yolande de Chimay, d'où le rameau de Blais(e) et La Bastie ;
- Jean Ier de (Châtillon)-Saint-Pol († 1344), fils de Guy IV et Marie de Bretagne, comte de Saint-Pol, sire de Doullens et Bohain. Il épouse en 1319 Jeanne de Fiennes († 1353) ;
  - sa sœur Mahaut de (Châtillon)-Saint-Pol, fille de Guy IV, est la troisième épouse de Charles de Valois, d'où une postérité très riche chez les Bourbons, les Valois... : en descendent tous les rois de France à partir de Charles VI, tous les rois d'Angleterre à partir d'Henri VII, tous les rois d'Espagne et empereurs germaniques à partir de Charles Quint, et aussi Louis, duc d'Orléans qui obtient les comtés de Blois et Dunois en 1392/1397 : cf. plus loin ;
  - leur autre sœur (ou nièce, fille de Jacques autre fils de Guy IV ?) Isabelle transmet Encre aux Coucy en épousant Guillaume Ier (Henri IV descend aussi de ce mariage) ;
- Guy V de (Châtillon)-Saint-Pol († 1360), fils de Jean Ier et Jeanne de Fiennes, comte de Saint-Pol. Il épousa en 1292 Jeanne de Luxembourg-Ligny († 1392), sœur de son beau-frère Guy de Luxembourg ci-après. Sans postérité ;
- Mahaut de (Châtillon)-Saint-Pol (1335 † 1378), sœur du précédent, comtesse de Saint-Pol et dame de Bohain, épouse Guy (VI), de Luxembourg comte de Ligny († 1371). Le comté de Saint-Pol passa ainsi à la Maison de Luxembourg-Ligny, puis aux Bourbon-Vendôme par le mariage de Marie de Luxembourg-Saint-Pol avec François de Bourbon comte de Vendôme en 1487 (parmi leurs arrière-petits-enfants : Henri IV, Marie Stuart et Henri Ier de Condé ; d'où la suite de tous les rois de France et de Grande-Bretagne).

## Branche de Blois: comtes de Blois (2ebranche, 1292-1397)
- Hugues (de Châtillon) VI de St-Pol, et II de Blois († 1307), fils de Guy V-III de Châtillon comte de Saint Pol et de Mathilde de Brabant, fut comte de St-Pol de 1289 à 1292 (voir plus haut), et comte de Blois et de Dunois de 1292 à 1307 en héritage de la première branche de Châtillon-Blois mentionnée ci-dessus ; de plus, toujours en succession de sa cousine germaine Jeanne comtesse de Blois, il reçoit alors des fiefs de la Maison d'Avesnes, venus de leur grand-mère la comtesse Marguerite d'Avesnes de Blois, dame de Château-Renault : Avesnes, Guise, Trélon, Landrecies, Le Nouvion, et Bohain dès 1289 qu'il cède à son frère Guy IV en 1292. Il achète Fréteval en 1293. Il fut Grand Maître des Arbalétriers. Il se maria en 1287 avec Béatrice de Dampierre, fille de Guy, comte de Flandre, et d'Isabelle de Luxembourg, fille du comte Henri V Blondel. De cette union naquirent : un fils cadet, Jean de Châtillon († 1329), sieur de Château-Renault, et :
- Guy Ier de (Châtillon)-Blois († 1342), fils aîné d'Hugues VI-II, comte de Blois, comte de Dunois de 1307 à 1342, sire de Fréteval et de Château-Renault en 1332. Il épouse en 1310 Marguerite de Valois (1295 † 1342), fille de Charles de Valois et Marguerite d'Anjou et sœur de Philippe VI, d'où : ...
- ... Louis Ier de (Châtillon)-Blois († 1346 à Crécy-en-Ponthieu), comte de Blois et de Dunois (1342-1346), sire de Fréteval, fils aîné de Guy Ier comte de Blois et de Marguerite de Valois (1295 † 1342) ci-dessus, neveu maternel de Philippe VI. Épouse Jeanne de Hainaut-Beaumont (Maison d'Avesnes), comtesse de Soissons, dame de Chimay et du Thour.
  - les trois fils de Louis Ier et Jeanne de Hainaut-Soissons sont successivement comtes de Blois : Louis II († 1372), Jean II († 1381), et Guy II († 1397). Leur troisième fils Guy II comte de Blois, de Dunois et de Soissons, vend en 1391 ses comtés à Louis Ier duc d'Orléans, qui comptait parmi ses ancêtres Mahaut de Châtillon-Saint-Pol, sœur de Jean Ier comte de St-Pol et troisième épouse de Charles comte de Valois, rencontrée plus haut.
    - Du comte Jean II descend une postérité naturelle importante, notamment les Blois-Trélon ;
- ... le bienheureux Charles de (Châtillon)-Blois (1319 † 1364), deuxième fils de Guy Ier de Châtillon, comte de Blois, et de Marguerite de Valois (1295 † 1342), neveu maternel de Philippe VI, cousin germain de Jean le Bon, et frère cadet de Louis Ier comte de Blois. Sire de Guise, Avesnes, Landrecies, il épouse le 4 juin 1337 Jeanne de Penthièvre dite la Boiteuse, duchesse de Bretagne, comtesse de Goëlo, dame/baronne d'Avaugour, de Mayenne et de Laigle, vicomtesse de Limoges. Par mariage, il devient duc de Bretagne au cours de la guerre de Succession de Bretagne, soutenu par son oncle le roi de France, contre le comte Jean de Montfort. Il meurt le 29 septembre 1364 lors de la bataille d'Auray contre Jean IV de Bretagne, fils de Montfort ;
- ... et Marie, sœur du bienheureux Charles et de Louis Ier, comte de Blois, épouse du duc Raoul de Lorraine, d'où la suite des ducs de Lorraine ; elle fut régente du duché pour son fils le duc Jean Ier de Lorraine (Henri IV descend aussi de ces deux Marie de Châtillon, la tante et la nièce).

Le bienheureux Charles et Jeanne la Boiteuse fondent la branche de (Châtillon)-Blois - Bretagne-Penthièvre :
- Jean Ier de (Châtillon)-Blois (1340 † 1404), comte de Penthièvre, vicomte de Limoges ; x Marguerite de Clisson, fille du connétable, d'où :
  - Olivier († 1433 ; sans Postérité légitime), comte de Penthièvre, vicomte de Limoges, seigneur d'Avesnes et du Nouvion (Le Nouvion est vendu en mars 1429 à Jean II de Luxembourg-Ligny, comte de Guise, petit-fils de la comtesse Mahaut de Châtillon-St-Pol et Guy de Luxembourg, comte de Ligny, ci-dessus ; mais reviendra en 1444, comme le comté de Guise, aux Anjou puis aux Lorraine-Guise ci-dessous) ;
  - Jean de L'Aigle († 1454), vicomte de Limoges, comte de Périgord et seigneur de L'Aigle ;
  - Charles baron d'Avaugour x Isabeau de Vivonne :
    - leur fille Nicole († vers 1480), hérite les fiefs de son père et de ses deux oncles Olivier et Jean, sauf Limoges, Avesnes et le Périgord qui vont à son oncle Guillaume ; x Jean II de Brosse de Boussac (cf. les articles Brosse et Châteauroux) :
      - d'où la suite des comtes de Penthièvre, seigneurs de Laigle : < Jean III de Brosse : père de - René (d'où succession des Penthièvre) ; et de - Madeleine de Brosse qui x François Ier d'Avaugour (1462-1510), comte de Vertus et de Goëllo, baron d'Avaugour, fils naturel du duc François II de Bretagne et demi-frère de la duchesse Anne, d'où postérité ;
      - Paule de Brosse x Jean de Bourgogne, comte de Nevers, d'Eu et de Rethel, d'où succession ;
      - Claudine de Brosse x Philippe II Sans Terre, duc de Savoie ;

  - Guillaume de (Châtillon)-Blois († 1455), frère d'Olivier, Jean et Charles, vicomte de Limoges, comte de Périgord, seigneur d'Avesnes et Landrecies, x Isabelle de La Tour d'Auvergne, fille de Bertrand V de La Tour-Ier comme comte d'Auvergne, d'où Françoise qui transmet ces fiefs à son mari Alain d’Albret, d'où postérité (Henri IV en descend par sa mère Jeanne d'Albret) ;
- Marie, fille de Charles de Blois et Jeanne de Bretagne-Penthièvre, apporte Guise et Mayenne aux Anjou (puis aux Lorraine-Guise) par son mariage avec son cousin le duc Louis Ier d'Anjou, fils de Jean le Bon et petit-fils de Philippe VI ;

## Comtes de Porcien (Porcéan); comtes, marquis puis ducs de Châtillon
- Gaucher V de Châtillon, et Ier de Porcien   (1249 ?- 1329) fils de Gaucher IV, seigneur de Châtillon, comte de Porcien (ou Porcéan), connétable de Champagne en 1284, puis connétable de France (1302-1329) durant les règnes de Philippe IV le Bel, Louis X le Hutin, Philippe V le Long, Charles IV le Bel et Philippe VI de Valois. Il fut précepteur du futur roi de France Louis X. Le roi Philippe IV le Bel lui donna en janvier 1289 le comté de Porcien et Rozoy-en-Thiérache en échange des seigneuries ou châtellenies de Châtillon-sur-Marne, Crécy-en-Brie, Crèvecœur-en-Brie... Gaucher obtint aussi Le Thour qui avait appartenu à ses cousins comtes de Blois et de Soissons. Le roi donna aussi Gandelu(s) au connétable Gaucher, qui eut également à proximité Marigny et Bonne(u)il. En mai 1298 Gaucher obtint Fère-en-Tardenois par échange avec Guy de Lusignan, seigneur de Couhé et de Peyrat, contre Frontenai que Philippe le Bel lui avait offert. En 1276, Gaucher épousa en premières noces Isabeau de Dreux-Beu, fille de Robert, dame de Nesles-en-Tardenois et Pontarci (1264-1300), issue des seigneurs de Braine et du Tardenois. De cette union naquirent :
  - Gaucher VI de Châtillon, et II comte de (Châtillon)-Porcien (vers 1281-1325), seigneur du Thour (Ardennes) et de Sompuis (Marne), comte de Porcéan/de Porcien : d'où les comtes de Porcien (dont Gaucher VII de Châtillon, et III comte de Porcien) et les Châtillon-Dampierre, qui suivront ;
  - son frère cadet Jean Ier (ou II) de Châtillon (vers 1283/1290-1363), seigneur de La Ferté-en-Ponthieu/lès-St-Riquier, de Gandelu et Marigny, seigneur de Châtillon (amoindri par l'échange de 1289) et de Troissy. Grand Queux de France, puis Grand Maître de France ; D'où la suite des seigneurs de Châtillon-sur-Marne, Troissy, La Ferté-en-Ponthieu, etc. par son premier mariage avec Eléonore de Roye, dame de La Ferté-en-Ponthieu (La Ferté-lès-Saint-Riquier) :
    - Gaucher VIII (ou VI), seigneur de Châtillon, († 1377), capitaine de Reims, Souverain maître et réformateur des Eaux et Forêts de France en 1364, x 1° 1323 Jeanne de Coucy-Meaux (nièce d'Enguerrand V ; d'où Gaucher, vicomte de Meaux, † jeune vers 1347), puis 2° Allemande Flot(t)e de Revel, fille du chancelier Guillaume et veuve d'Enguerrand de Coucy-Meaux, d'où :
      - Jean II (ou III) († 1416, sans postérité de ses deux mariages x 1° Isabeau fille de Philippe de Coucy-Meaux, et 2° Marie de Montmorency) ; puis son frère Gaucher IX (ou VII) († 1413), époux 1° vers 1383 de sa cousine issue de germain Jeanne Cassinel, dame de Survilliers (fille de Guillaume II Cassinel et de Marie de Châtillon-Rozoy et Laon-Clacy, ci-dessous) ; la sœur de Jean et Gaucher, Jeanne/Marie, épouse Blanchet Braque, sire de Châtillon-sur-Loing : l'amiral de Coligny et Frédéric de Prusse sont dans leur descendance ;
        - Charles Ier (fils de Gaucher IX-VII ; voir plus bas ses descendants sires de Bouville, Marigny, Argenton, comtes, marquis puis ducs de Châtillon) ....
        - sa sœur Jeanne (x 1425 Pierre II de Montboissier), et leurs frères Guillaume († vers 1440), puis Jean III (ou IV) († 1443) époux 2° de Blanche de Gamaches, dame de Marigny ;
          - Artus († après 1456, fils de Jean III-IV), puis sa sœur Marguerite († 1519), épouse en 1452 de Pierre III de Roncherolles (conseiller-chambellan de Louis XI et Charles VIII, baron de Hucqueville et Pont-Saint-Pierre), d'où la suite des sires de Châtillon-sur-Marne, La Ferté-en-Ponthieu et Troissy jusqu'au XVIe siècle.
          - Dans la 1re moitié du XVIe siècle, vers 1536, Philippe de Roncherolles vend Châtillon à Louis d'Aumale († 1562 à Dreux), suivi par son fils Jacques d'Aumale († sans postérité en 1625 ; Louis et Jacques d'Aumale sont deux vicomtes du Mont-Notre-Dame, baronnie qui fut aux Bazoches puis aux Soissons-Moreuil et passa aux d'Aumale au XVe siècle par le mariage entre Jeanne de Soissons-Moreuil et Jean Ier d'Aumale). Mais dès 1558, les d'Aumale vendent à Jean (III) Bar(r)illon de Morangis de Mancy, dont un descendant, sans doute Antoine-Marie de Barillon d'Amoncourt, cède Châtillon en 1771 à François-Vincent Guyot de Chenizot (1735-1829), maître des Requêtes, receveur général des Finances à Rouen, qui aborde en 1789 la Révolution comme le dernier seigneur de Châtillon-sur-Marne.

    - des frères de Gaucher VIII-VI, autres enfants de Jean Ier-II de Châtillon, sont vus plus loin ;

  - d'autres enfants du connétable Gaucher V sont vus plus loin ;

Mais à partir du XIVe siècle, Châtillon est aspiré par un autre destin : comme on l'a vu, Philippe le Bel échange avec son connétable Gaucher V en 1289/1303 le Porcien contre la part principale des seigneurie et châtellenie de Châtillon, désormais à la Couronne. Charles VI donne à son frère Louis duc d'Orléans le duché de Château-Thierry avec le domaine de Châtillon, de 1400 à sa mort en 1407. Louis XI offre le comté de Ste-Menehould avec Châtillon et Château-Thierry à Antoine, grand bâtard de Bourgogne fils de Philippe le Bon, en 1478 (mort en 1504 ; demi-frère du Téméraire). François Ier, en 1526 puis 1547, donne Châtillon et Château-Thierry aux Robert III et Robert IV de La Marck père et fils, maréchaux de France et ducs de Bouillon (la mère de Robert IV, mort en 1556, était comtesse de Braine, dame de Pontarcy, voir plus bas). En 1566, Charles IX les offre avec Epernay et le duché de Château-Thierry recréé, à son frère François d'Alençon mort en 1584. En 1616 ou 27, François d'Orléans-Longueville comte de Saint-Pol et duc de Fronsac, fils cadet du duc Léonor d'Orléans-Longueville, est fait duc de Château-Thierry. En 1651 Frédéric-Maurice de La Tour d'Auvergne duc de Bouillon reçoit le duché de Château-Thierry refondé, avec les seigneuries et châtellenies royales d'Epernay et Châtillon-sur-Marne : ses descendants les garderont.
- Charles Ier (fils de Gaucher IX-VII ; † 1415 à Azincourt), sire de Marigny et Survilliers, époux en 1407 de Marie des Essarts, dame de Bouville et Farcheville (fille de Julien des Essarts d'Ambleville, sire de Villiers-le-Châtel, Achères, La Chapelle, Bouville et Farcheville, et d'Isabeau de Vendôme-La Châtre-Chartres, fille du vidame Robert dont les parents étaient Amaury de Vendôme et Marie de Dreux-Bossart : cf. l'article Châteauneuf ; Isabeau de Vendôme fut ensuite la 2e femme de Gaucher IX-VII de Châtillon ci-dessus), en eut :
  - Charles II (1413-vers 1480/1482), époux en 1445 de Catherine Chabot de La Grève, † 1466, dame d'Argenton et Moncontour :
    - d'où la branche des sires de Bouville, Farcheville, Argenton, Moncontour et La Grève, puis des comtes, marquis, puis ducs de Châtillon, fondée par leur fils aîné Jean († 1520), mari en 1488 de Jeanne, fille du vicomte Jean II de Rochechouart : parents de Tristan († 1528 ; x 1518 Jeanne du Bellay) et de Claude Ier (x 1526 Gabrielle de Sanzay), père de < Claude II († 1589 ; x 1559 Renée Sanglier de Boisrogues) < Charles III (1570-1604 ; x sans postérité Marguerite/Madeleine, fille de Gaspard de La Châtre-Nançay) et son frère Gilles (mari en 1599 de Marie de Vivonne-La Châtaigneraie) < André (1605-1666 ; marquis d'Argenton ; fils de Gilles et mari en 1641 de Marie-Marguerite, fille du duc Louis Gouffier : Postérité éteinte en 1672, dont - Urbain-Charles IV, marquis d'Argenton, † 1667) et son frère - François seigneur de Boisrogues (1606-1662), - deux sœurs d'André et François, Louise († 1646) et Elisabeth († 1668), étant abbesses de Saint-Jean de Bonneval
      - < les enfants de François : - Charles-Gaucher (1645-1662) ; - Alexis Ier Henri (1652-1737), marquis de Châtillon ; fils de François et mari en 1685 de Marie-Rosalie, fille d'Antoine de Brouilly de Piennes, d'où : Olympe (1688-1731, abbesse de Saint-Loup-lès-Orléans à St-Jean), Marie-Rosalie (1689-1736 ; x 1714 Louis-Vincent II de Goësbriand, fils de Louis-Vincent Ier et Marie-Madeleine Desmarets), et Pulchérie (1692-1744 ; x 1714 Jean-François Boyvin de Bacqueville) ; le dernier frère de Charles-Gaucher et d'Alexis-Henri est - Claude III Elzéar (1646-1720 ; comte de Châtillon et sire de Boisrogues ; x 1684 Anne-Thérèse Moret de Bournonville). Les sœurs de Charles-Gaucher, Alexis-Henri et Claude-Elzéar sont : - Marie (1647-1725, x 1° Joseph d'Angennes de Poigny, baron de Blancafort, et 2° Florimond Fraguier comte de Dammarie) ; - deux abbesses de Bonneval : Françoise-Yolande (1650-1676), et Magdelaine-Angélique-Marie, 1653-1708 ; - et deux abbesses de St-Loup à St-Jean : Louise-Charlotte (1657-1711), et Françoise-Marie-Anne (1660-1729).
        - < deux fils de Claude-Elzéar : Philippe-Gaucher (1686-1703) et son frère Alexis II Madeleine-Rosalie (1690-† 1754), lieutenant-général, Grand-bailli de Haguenau, gouverneur du dauphin Louis, premier duc et pair de Châtillon en 1736 (duché sis en fait à Mauléon/Châtillon-sur-Sèvre, terre qu'Alexis venait d'acheter), mari 2° en 1725 d'Anne Le Veneur de Tillières : < Parents du deuxième duc de Châtillon Louis-Gaucher (1737-† 1762), le dernier des Châtillon, comte de Châtillon ; x 1756 Adrienne-Émilie-Félicité de La Baume Le Blanc de La Vallière dame de Pagny et duchesse de La Vallière (1740-1812), fille du duc Louis-César et arrière-petite-nièce de la duchesse Louise, favorite de Louis XIV ; d'où deux filles : < - Amable-Émilie de Châtillon (1761-1840 ; x 1777 son cousin issu de germain Marie-François-Emmanuel de Crussol duc d'Uzès (1756-1843) ; Postérité, dont son fils le duc d'Uzès Adrien-François-Emmanuel (1778-1837) ; elle vend Argenton en mars 1808) ; et - Louise-Emmanuelle (1763 posthume-1814 ; x 1781 Charles-Bretagne-Marie de La Trémoille (1764-1839), duc de Thouars : sans postérité survivante) (Parmi les sœurs de Louis-Gaucher : Gabrielle-Louise, x 1749 Maximilien-Antoine-Armand de Béthune d'Orval, 7e duc de Sully ; et une demi-sœur aînée, fille de la 1re femme d'Alexis II, Charlotte-Vautrude Voysin : Charlotte-Rosalie (1719-1753 ; x 1735 Louis-Marie-Bretagne de Rohan-Chabot).

    - et la branche des sires de Marigny, issue de Jacques Ier, fils cadet de Charles II et Catherine Chabot († av. 1500) : < père de - Madeleine († 1558 ; abbesse du Sauvoir de Laon ; sa nièce Jacqueline († 1578), sœur de Jacques II, lui succède), et - d'Antoine, x Marguerite de Thuillières < d'où Jacques II († 1562 à Dreux), x 1549 Françoise de Renty-Ribehem < Louis († 1583) et son frère Jacques III († 1612), x 1583 Claude de Proisy-La Bove < François (fils de Jacques III), x 1606 Louise des Fossez de Cissy < Charles de Cissy († jeune), et sa sœur Madeleine (vers 1610-† 1683), qui transmet Marigny et Sissy aux Conflans par son mariage avec Christophe de Conflans (nom d'un fief sis à Villeseneux ; Maison de Brienne), sire de Bouleuze et comte de Vézilly ;
- ..... Jean Ier ou II de Châtillon (vers 1283/1290-1363 ; ci-dessus), fils cadet du connétable Gaucher V et d'Isabelle de Dreux-Beu, eut d'autres enfants, frères ou demi-frères de Gaucher VIII :
  - Gaucher († 1380), fils d'Eléonore de Roye : époux vers 1350 d'une fille de Philippe II de Château-Porcien-Pacy-Nanteuil, dame du Donjon de Crépy, il est la souche des sires de Douy (certainement -la-Ramée), Dours, Saint-Hellier[11] (Saint-Hilaire-le Grand, qui s'est aussi appelé St-Hillier-le-Menissier[11]), Bry-sur-Marne, seigneur de Saint-Hubert (assimilable à Gauthier de Châtillon cité en 1367 ?)[12]; ses enfants furent :
    - Jean, sire de Dours et Saint-Hilliers († 1397), mari de Béatrice de Châteauvillain-Trainel ;
    - Gaucher du Buisson, x Marie, fille d'Aubert de Coucy et nièce d'Enguerrand VI ;
    - Robert Ier († 1415 à Azincourt) sire de Douy et St-Hilliers, x 1388 sa cousine éloignée Marie de Pacy-Nanteuil dame de Bry ;
    - Béatrice, x 1° vers 1390 Jean Ier d'Ossignies : parents de Jean II d'Ossignies et de Boulainvilliers, vicomte d'Aumale, et 2° Colard de Tanques, maître de l'écurie du roi (probablement Tincques ; veuve de Colard avant le 23 septembre 1398) ;
    - et des ecclésiastiques : Philippe abbé de St-Corneille de Compiègne massacré à Paris avec le connétable Bernard VII d'Armagnac en 1418[13]; Louis, abbé de St-Maur-des-Fossés ; Hugues, abbé de St-Vincent de Laon et de Beaulieu ; Isabeau, abbesse de N-D de Soissons ; Marie († ap. 1412), religieuse à N-D de Soissons : elle était peut-être veuve d'un certain Denis de Meaux († vers 1412), dont les descendants sont seigneurs de Douy-la-Ramée, Courtry, Bois-Boudran, etc. ;

  - Jean, sire de Gandelu, fils d'Eléonore de Roye et mari d'Isabelle de Dampierre-St-Dizier : parents de Jacqueline, † 1393 sans postérité ;
  - Hugues de Marigny, chantre de Reims et chanoine de Châlons ;
  - deux filles : Jeanne (vers 1320-1385 ; x Gilles IV de Rodemack) ; et Isabeau, dame d'Orly, x Guy II de Laval d'Attichy ;
  - Charles († 1401), fils de la deuxième femme de Jean Ier ou II de Châtillon, Isabelle de Montmorency, fille de Jean Ier, mariée en 1336 ; sire de Souain, de Jonchery (ou  Jonchery ?) et de Gandelu, Grand Maître des Eaux et Forêts et Grand Queux, eut deux filles, Isabelle et Jeanne, de son premier mariage en 1360 avec Jeanne de Coucy fille d'Enguerrand VI :
    - Isabelle († vers 1403), épouse de Charles de Soyécourt ; et Jeanne, épouse en 1383 de Pierre de Villiers de L'Isle-Adam. Il épouse aussi Isabelle de Joinville, dame d'Estraelles, fille d'Amé de Joinville (-Vaucouleurs), seigneur d'Estraelles (Estracelles?) ; il épouse aussi Jacqueline d'Anglure, fille d'Ogier VI d'Anglure, seigneur d'Anglure, et de Marguerite de Conflans ; il épouse aussi Marie d'Arcelles, dame de Méry-sur-Seine, veuve de Jean de Sarrebruck, seigneur de Commercy (pour Isabelle de Joinville et Marie d'Arcelles, voir une ébauche de discussion à l'article Jean de Sarrebruck-Commercy). Elle meurt avant le 8 mars 1397.

  - Jean, fils d'Isabelle de Montmorency, sire de Bonneuil et de Loisy, mari d'Isabelle de Trie : Postérité mâle éteinte vers 1450 ;
  - deux filles : - Isabeau († 1414), x 1° Ogier VIII d'Anglure, et 2° Simon V ou III de Sarrebruck-Commercy ; et - Jacqueline (vers 1350-1390 ; fille de la troisième épouse de Jean II-Ier de Châtillon, Jeanne de Sancerre, fille de Jean II de Sancerre, mariée en 1346), x Pierre II Hutin d'Aumont ;

Le connétable Gaucher V eut aussi de son premier mariage :
- ... Jeanne de Châtillon (1285-1354), mariée à Gautier V de Brienne, conte di Lecce (1296-15 mars 1311), comte de Brienne (1296-15 mars 1311), duc d'Athènes (5 octobre 1308-15 mars 1311) (Henri IV descend de ce mariage) ;
- ... Hugues de Châtillon (1287-1336), seigneur de Pontarcy, d'Auzoy, de Rozoy-en-Thiérache (-sur-Serre) et de Recquignies, vidame de Laon par son mariage avec Marie de Clacy ;
  - Leur fils Gaucher († avant 1355), époux de Marie de Coucy-Meaux (fille d'Enguerrand vicomte de Meaux, lui-même fils d'Enguerrand V de Coucy), assure la suite des vidames de Laon, sires de Rozoy-sur-Serre et Tours-sur-Marne : succession chez les Craon par les mariages de leurs filles - Jeanne (avec Pierre de Craon le Grand : leur fils Antoine de Craon † à Azincourt en 1415 sans postérité), et - Marie de Châtillon (avec Jean Ier de Craon, sire de Domart, le frère de Pierre, d'où postérité), alors que leur 3e fille - Isabelle de Châtillon épouse en 2e noces Guillaume II Cassinel († 1413 ; Postérité avec leurs enfants Guillaume III Cassinel, Raoul Cassinel, et Marie Cassinel, dame de Survilliers, qui marie en 1383 son cousin Gaucher IX de Châtillon († 1413) ci-dessus) ;
  - leur fille Marie († 1395) dame de Pontarcy, sœur de Gaucher, épouse Simon, comte de Roucy et de Braine, d'où la suite de ces comtes et des sires de Pontarci, fondus ensuite dans les Broyes-Sarrebruck, damoiseaux de Commercy, comtes de Braine et de Roucy ; puis Pontarcy et Braine (plus La Ferté-Gaucher passée, avec Encre et Montmirail, des Coucy aux Roucy-Braine lors du mariage de Blanche de Coucy-Montmirel (petite-fille de Guillaume de Coucy) avec Hugues II de Roucy, fils du comte Simon) vont aux La Marck (car Guillemette de Sarrebruck épouse en 1510 le maréchal Robert III de La Marck, duc de Bouillon, châtelain de Châtillon-sur-Marne et Château-Thierry, comme vu plus haut dans Châtillon, un autre destin) ;
- ... Marie de Châtillon, mariée à Guichard VI de Beaujeu ;
- ... et Isabelle de Châtillon, abbesse de Notre-Dame de Soissons ;

En secondes noces, le connétable Gaucher V épousa vers 1300 Hélisende, fille de Jean Ier de Vergy (1265-1312), (issue des comtes et des ducs de Bourgogne), veuve d'Henri II, comte de Vaudémont. De cette union naquit :
- ... Guy de Châtillon (1305-1362), vicomte de Bla(i)gny (= Bligny, une châtellenie vicomté entre Reims et Châtillon-sur-Marne, aux portes méridionales du Tardenois), sire de Fère-en-Tardenois, frère d'Isabeau Alix, abbesse de N-D de Soissons, et mari de Marie de Lorraine fille du duc Thibaut II.
  - Leur fils Gaucher († vers 1404) vendit Fère-en-Tardenois au duc Louis Ier d'Orléans en 1392 (ce frère cadet de Charles VI, issu comme on l'a vu des Châtillon-St-Pol par leur mère Jeanne de Bourbon, fille d'Isabelle de Valois et petite-fille de Mahaut de Châtillon-St-Pol, s'acharnait à acquérir des fiefs des Châtillon ou des Coucy : les comtés de Blois, de Soissons et de Porcien, Coucy...) ; il épousa Jeanne de Coucy, fille de Guillaume Ier, beau-frère de Jean de Châtillon-Saint-Pol, et petite-fille maternelle du comte Guy IV de Châtillon-Saint-Pol ci-dessus :
    - leur fille Marie († 1394) vicomtesse de Blaigny, fut la femme d'Henri de Montfaucon-Montbéliard, d'où la succession dans les Montbéliard (puis les Wurtemberg), et les Neuchâtel-Bourgogne-(Neuchâtel-Urtière)-Montaigu (Thiébaut VIII et son fils cadet Jean II[14] pour les fiefs de Bligny et Nanteuil-la-Fosse dans la Marne) puis les d'Anglure d'Étoges (Marc-Antoine Saladin d'Etoges, † 1499).

## Branche de Châtillon-Dampierre

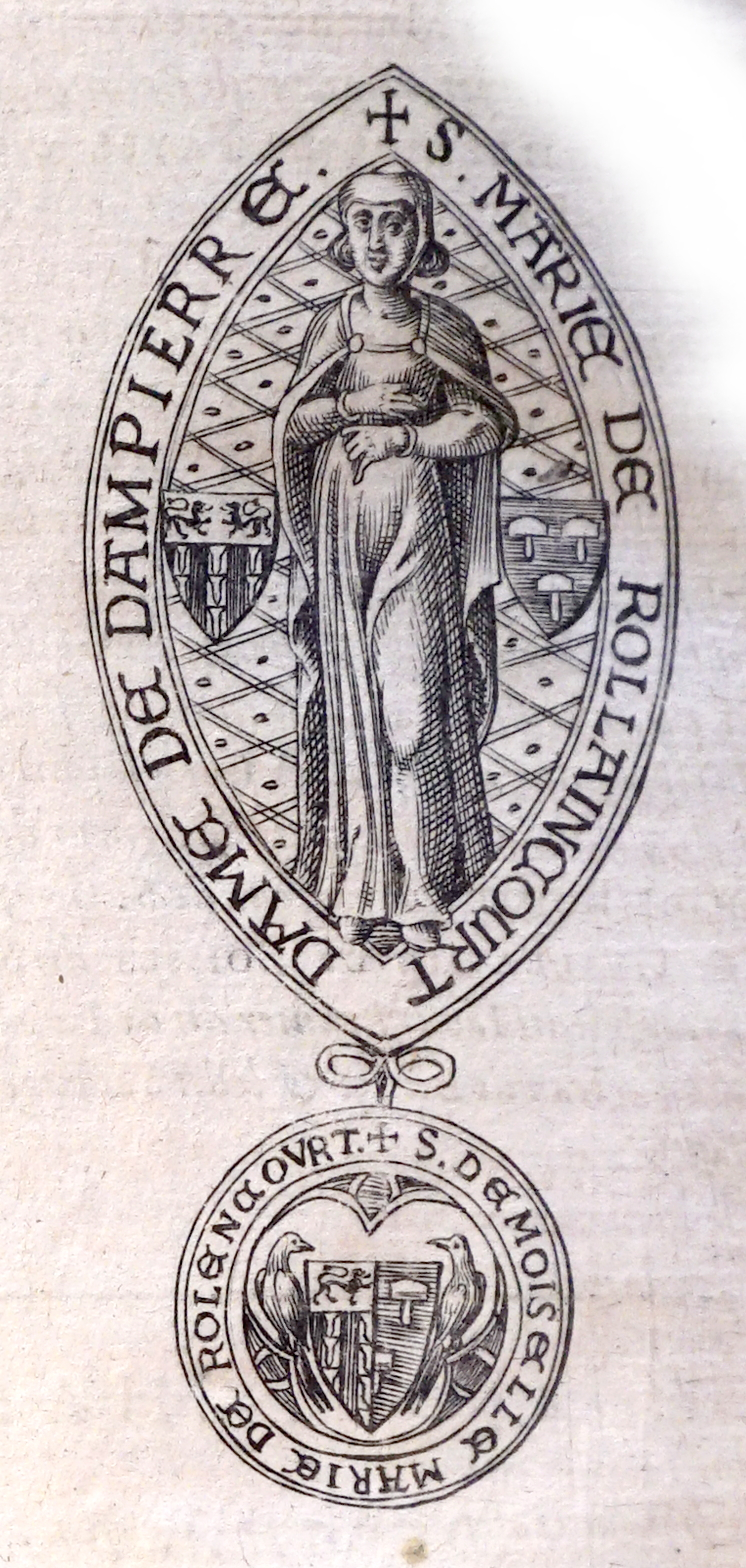
Marie de Rollaincourt dame de Dampierre
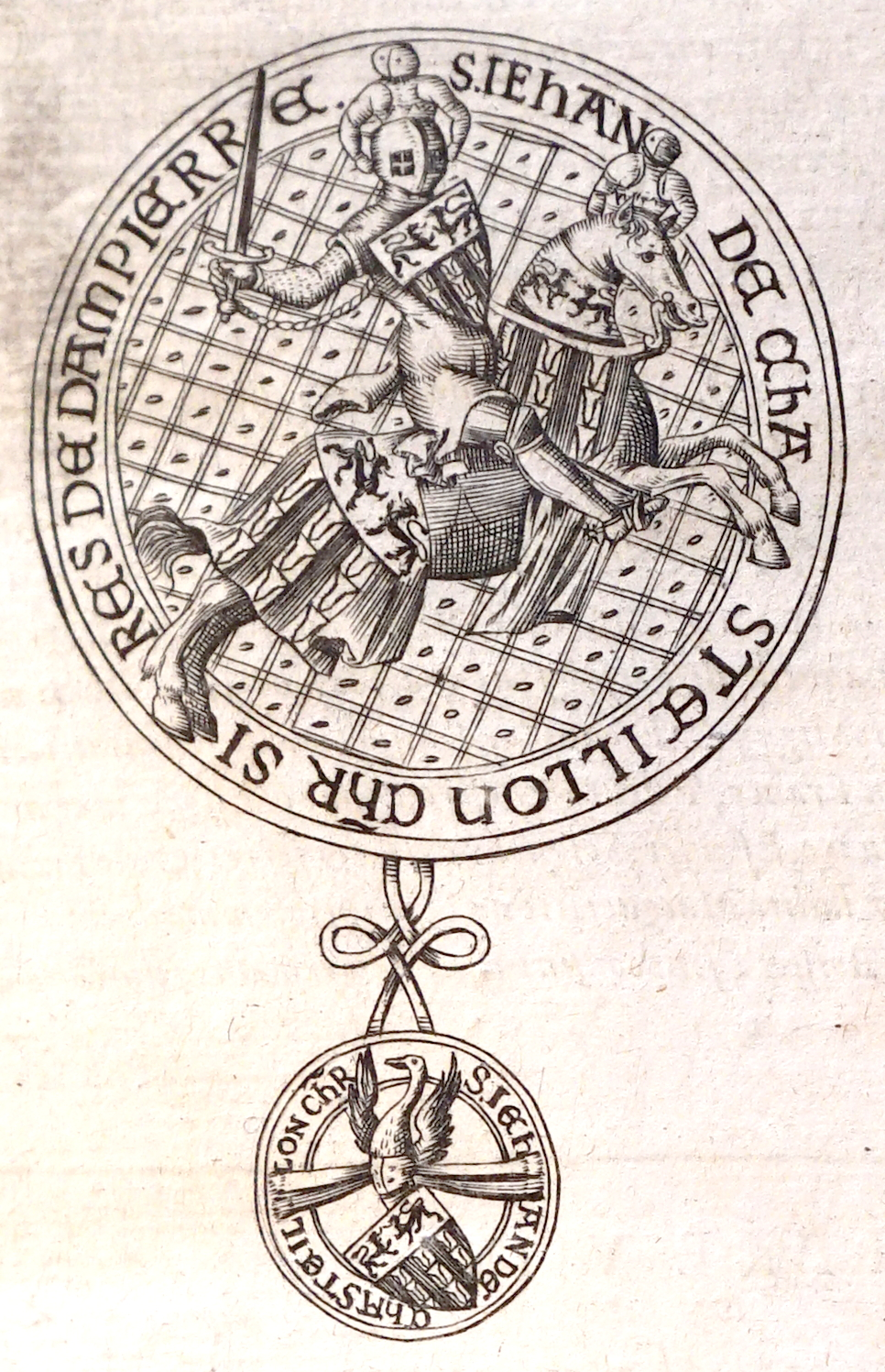
et son époux Jean.

- ... Gaucher VI de Châtillon, et II comte de Porcéan, fils du connétable Gaucher V de Châtillon et d'Isabelle de Dreux-Beu ci-dessus ; marié en 1305 avec Marguerite de Dampierre (1287-1316), dame de Dampierre (1307-1316), Sompuis et Saint-Dizier, issue des comtes de Flandre et des ducs de Lorraine, parents de :
  - Gaucher VII de Châtillon, et III comte de Porcien, vu plus loin ;
  - et Jean Ier de (Châtillon)-Dampierre (1305-1362), fils des précédents, seigneur de Dampierre et Sompuis ; marié en 1331 avec Marie de Rollaincourt (1308-1364), dame de Rolla(i)ncourt (1308-1364). Sa sœur Marguerite de Rollaincourt épouse Pierre II Flot(t)e de Revel, fils du chancelier Guillaume ;
    - Hugues de Châtillon-Dampierre, troisième fils des précédents, Grand Maître des Arbalétriers, seigneur de Dampierre (Aube) et Sompuis (1332-1390) après son frère Jean II († vers 1364) ; marié en 1362 avec Agnès de Soyécourt, dame de Séchelles et Cuvilly († 1381) ;
      - Jacques Ier de Dampierre, (1365 - 1415, mort à la bataille d'Azincourt), fils des précédents, amiral de France. Mari de Jeanne, fille de Bureau III de La Rivière, d'où la suite des sires de Dampierre (Aube) par leurs deux fils :
        - Jacques II ; et Valéran, mari de Jeanne de Saveuse, père de :
          - Marguerite († vers 1500), fille de Valéran, transmet Dampierre, Sompuis et Rollancourt à son mari Philippe Ier de Lannoy (1429-1495 ; fils de Guilbert/Gilbert/Guillebert II), épousé en 1469, sire de Willerval, Tronchiennes/Drongen et Santes. Succèdent leurs fils Gilbert III, Pierre II († 1522 ; son tombeau-gisant est dans l'église de Dampierre) et Philippe II de Lannoy (v. 1460-1535 ; CTO en 1531). En 1526, Philippe II de Lannoy vend Dampierre à Louis Picot de Pommeuse, 1er président de la Cour des Aides de Paris (né v. 1475-† 1545) : d'où les Picot de Dampierre.

## Branche de Châtillon-Porcéan (Porcien)
- Gaucher VII de Châtillon, et III comte de Porcéan (mort en 1342), fils de Gaucher VI-II de Châtillon-Porcéan et de Marguerite de Dampierre, comte de Porcien, seigneur du Thour, de Sompuis et de Nesles-en-Tardenois, épouse Jeanne de Conflans (un fief situé à Villeseneux ; Maison de Brienne), dame de Précy ;
  - Hugues de (Châtillon)-Porcéan, (mort en 1393), fils des précédents ; seigneur de Précy. Marié avec Isabeau de Cramaille(s), dame de Ville. Sans postérité ;
  - Jean Ier de (Châtillon)-Porcéan (mort en 1391), fils de Gaucher VII-III de Châtillon-Porcéan, frère aîné du précédent ; comte de Porcien, seigneur du Thour et de Nesles-en-Tardenois. Marié avec Jeanne d'Aspremont, dame de Chaumont-en-Porcien. Marié en secondes noces en 1350 avec Jacqueline de Trie-Dammartin (1325-1388 ; fille de Jean III de Trie, comte de Dammartin, et de Jeanne, fille de Jean II de Sancerre) ;
    - Jean II de (Châtillon)-Porcéan, fils de Jean Ier et de Jacqueline de Trie. Sans alliance. Il vendit le comté de Porcien au duc Louis Ier d'Orléans en 1395/1400 (plusieurs fois rencontré dans cet article comme acquéreur des biens des Châtillon et des Coucy : cf., plus haut, Fère-en-Tardenois ; son arrière-grand-mère était Mahaut de Châtillon-Saint-Pol, fille de Guy IV).
    - Sa sœur Marguerite, comtesse de Dammartin, transmit, par son mariage avec Guillaume du Fayel, vicomte de Breteuil, le comté de Dammartin aux Fayel, aux Nanteuil et aux Chabannes : leur petite-fille Marguerite de Nanteuil épousa Antoine de Chabannes.

  - Jeanne de (Châtillon)-Porcien († 1371), x 1368 Robert VIII de Béthune-Locres, vicomte de Meaux et sire de Vendeuil († 1408) : Postérité, Henri IV en descend.

## Titres
- seigneur de Châtillon-sur-Marne ; Comte, marquis, duc de Châtillon
- Comte de Blois[15]
- Comte de Saint-Pol
- Comte de Tonnerre
- Comte de Nevers
- Prince de Porcien.

## Armes
| Blason | Blasonnement : De gueules, à trois pals de vair, au chef d'or Commentaires : L'écu posé sur une cartouche et timbré d'une couronne ducale. Cimier à un cerf ailé de gueules. Supports: deux lévriers d'argent, leurs colliers de gueules, bouclés et cloués d'or. (Courcelles Vol XI et Caumartin), |

| Blason | Blasonnement : De gueules, à trois pals de vair, au chef d'or Commentaires : Blason d'Hugues de Châtillon, Seigneur de Dampierre De gueules, à trois pals de vair, au chef d'or chargé de deux léopards de sable affrontés. Cimier : Un plumail de coq issant d'une cuve vairée d'argent et de sable. |

| Blason | Blasonnement : De gueules, à trois pals de vair, au chef d'or, chargé à dextre d'un lion léopardé de sable Commentaires : Blason de Jean de Châtillon, Comte de Porcien |

| Blason | Blasonnement : Ecartelé : I et IV, de gueules, à trois pals de vair, au chef d'or (Châtillon) à un lion léopardé de sable, au franc-quartier ; II et III, de Lorraine Commentaires : Blason de Gaucher de Châtillon, Seigneur de Fère-en-Tardenois |

| Blason | Blasonnement : De gueules, à trois pals de vair, au chef d'or, chargé d'une merlette de sable, au franc-quartier Commentaires : Blason d'Hugues de Châtillon, comte de Porcien |

## Sceaux
Quelques exemples de sceaux.

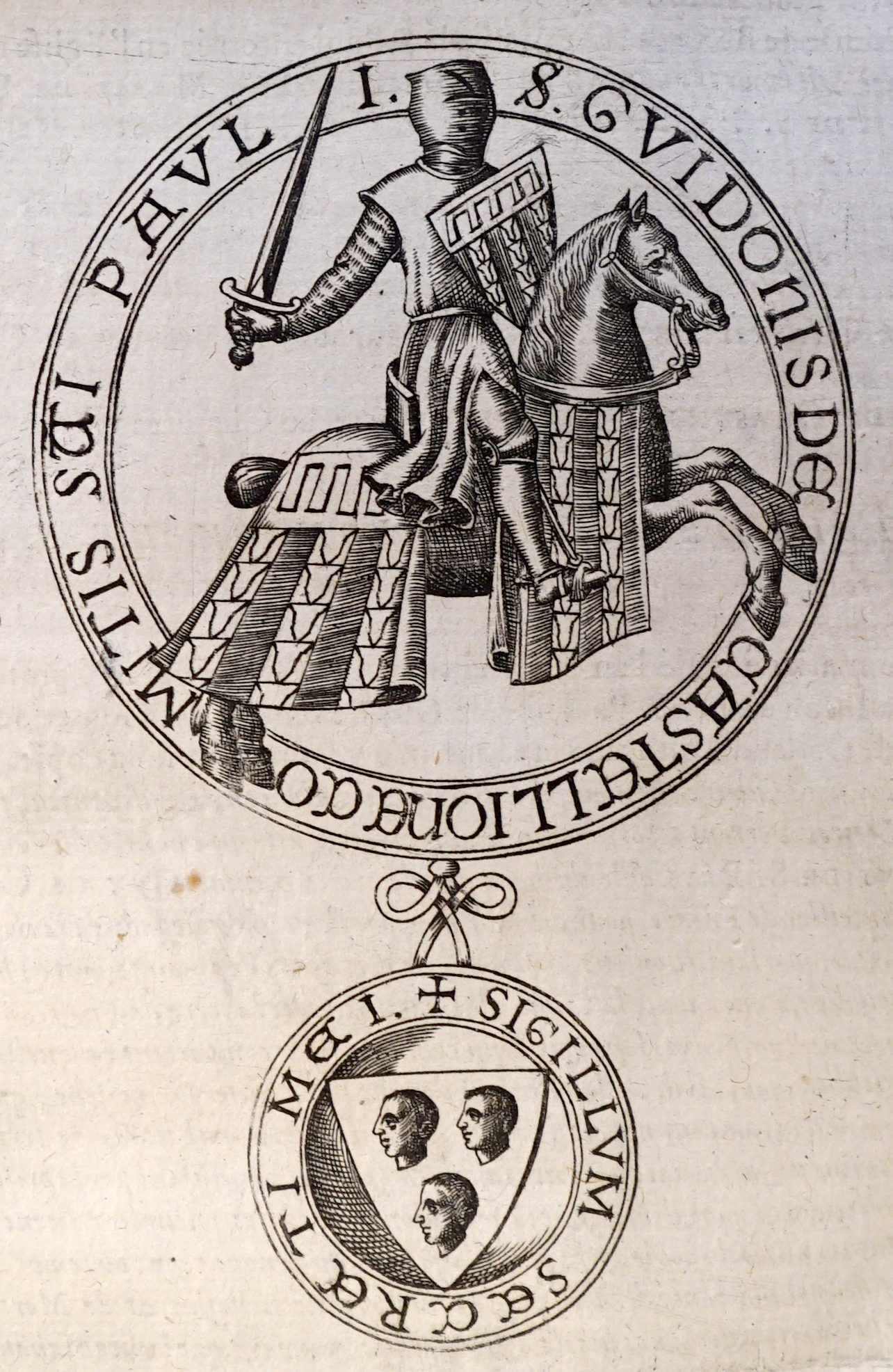
Guy de Châtillon st-Paul
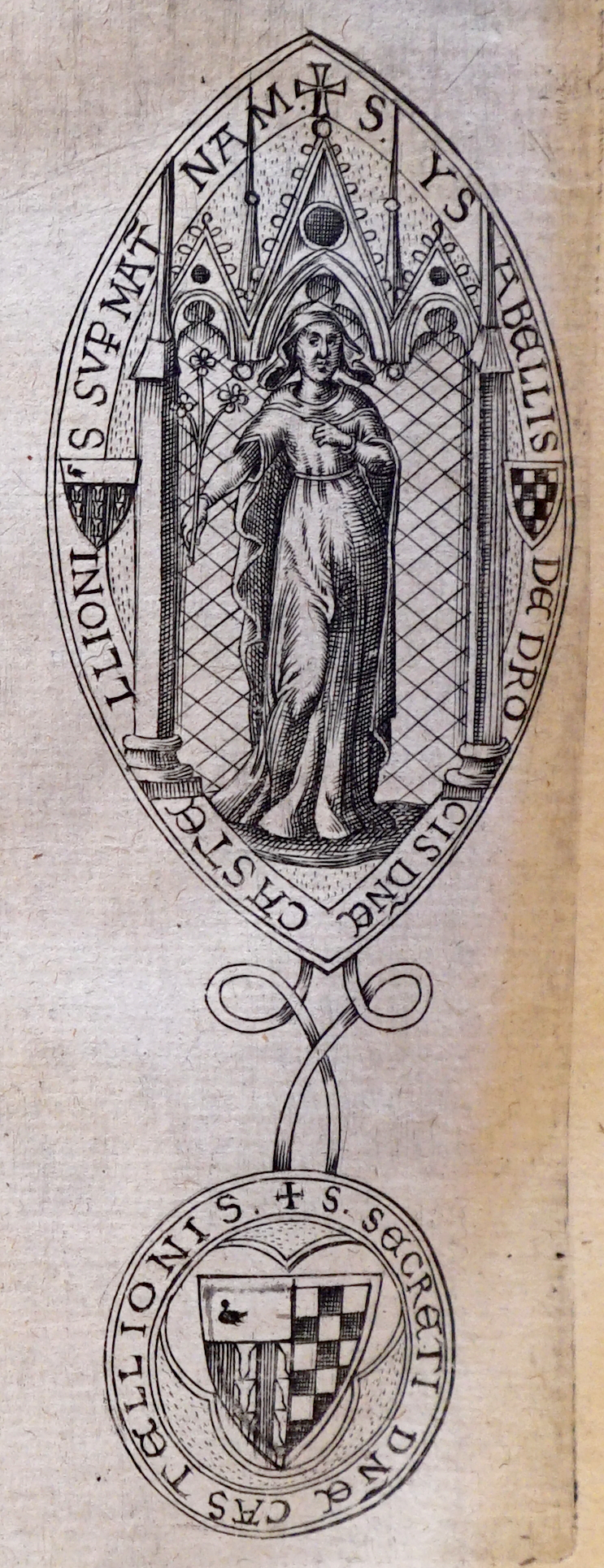
Isabelle de Chatillon
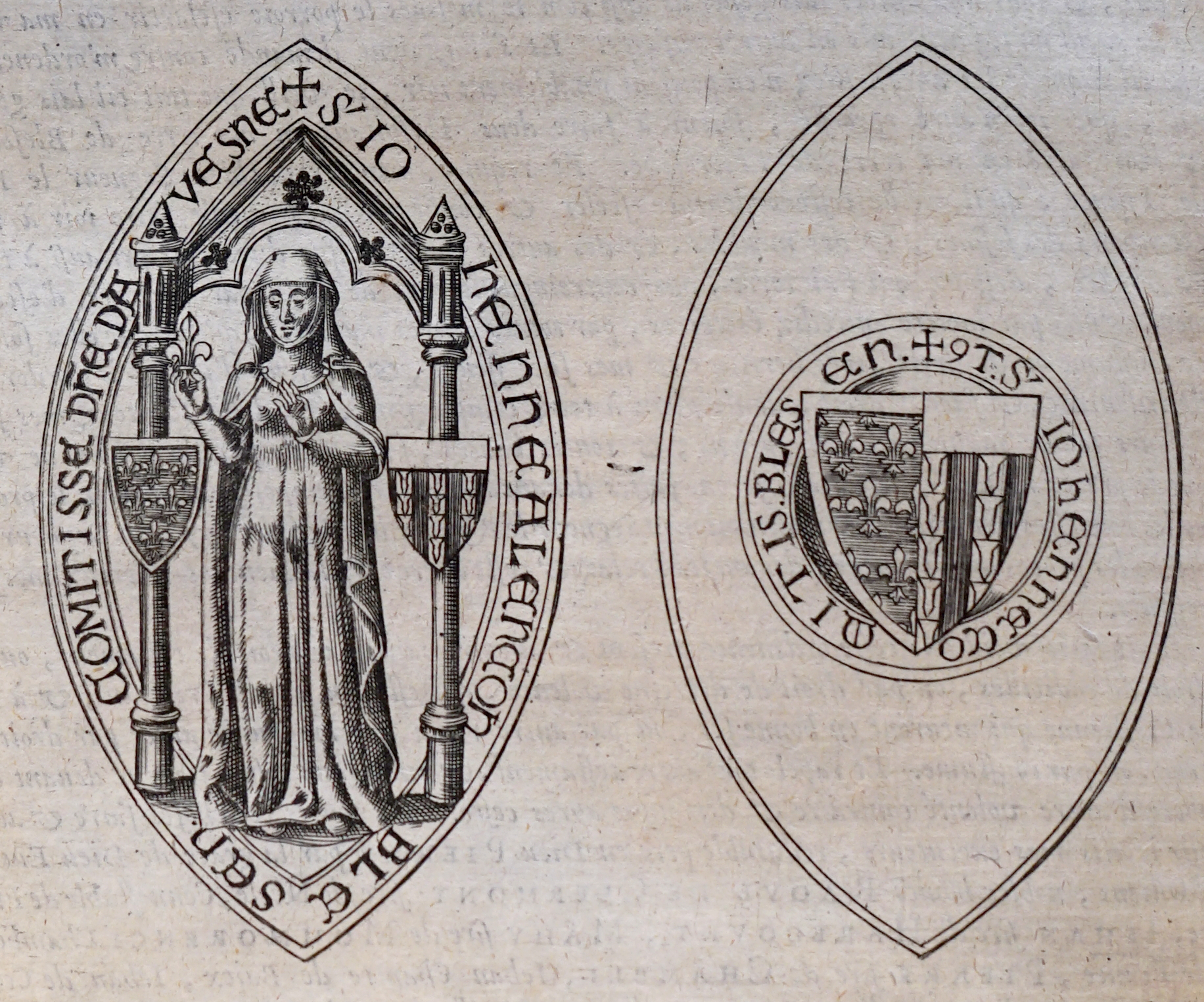
Jeanne de Blesme Avesne
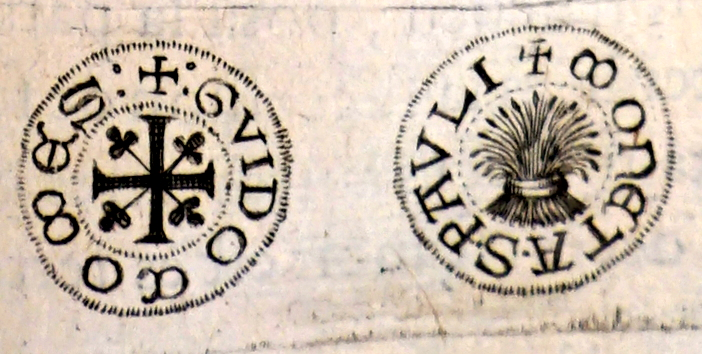
monnaie de la branch st-Paul
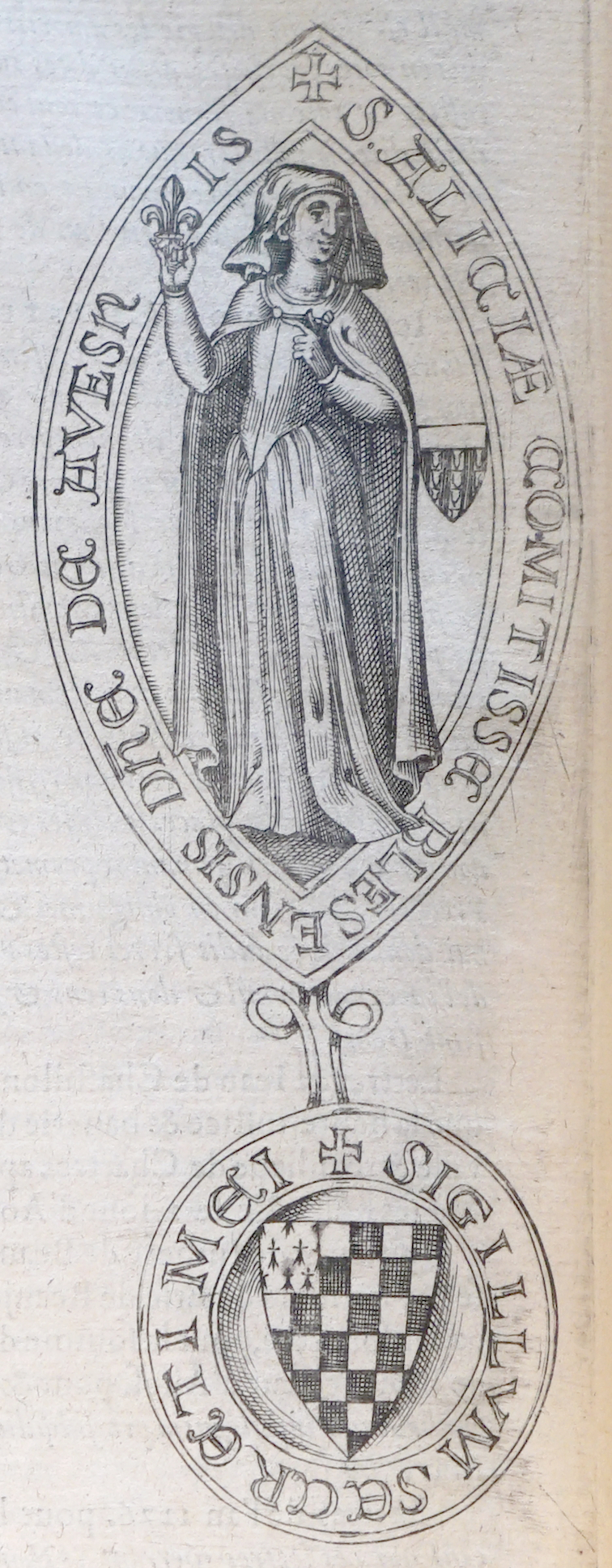
Alice de Blois Avesne